# Іващук Анатолій Васильович
Іващук Анатолій Васильович (1953 – 2021) — провідний український вчений в області НВЧ напівпровідникових приладів, завідувач науково-дослідної лабораторії напівпровідникових перетворювачів, заступник директора науково-навчального  центру “Наноелектроніка і нанотехнології”, кандидат технічних наук, член наукової школи “Мікро і наноелектронні системи” Національного технічного університету України «Київський політехнічний інститут імені Ігоря Сікорського».

## Життєпис
Народився у 1953 р. Закінчив факультет радіоелектроніки КПІ у 1976 р. 27 років працював у НДІ “Сатурн”  (ВАТ “НВП “Сатурн”), де пройшов шлях від інженера до головного інженера НВ ДП “Сатурн-Мікро”. Кандидатську дисертацію захистив у 2003 році. З 2004 по 2009 роки працював головним інженером науково-виробничої фірми „Пульс”, займався розробкою кріохірургічних апаратів і їх впровадженням у провідних клініках Європи та Азії. З 2010 року – доцент кафедри мікроелектроніки і завідувач науково-дослідної лабораторії напівпровідникових перетворювачів. Читає лекції з курсів „Функціональна електроніка” та „Електронні сенсори”. З 2011 року – заступник директора науково-навчального  центру “Наноелектроніка і нанотехнології”.

## Наукова діяльність

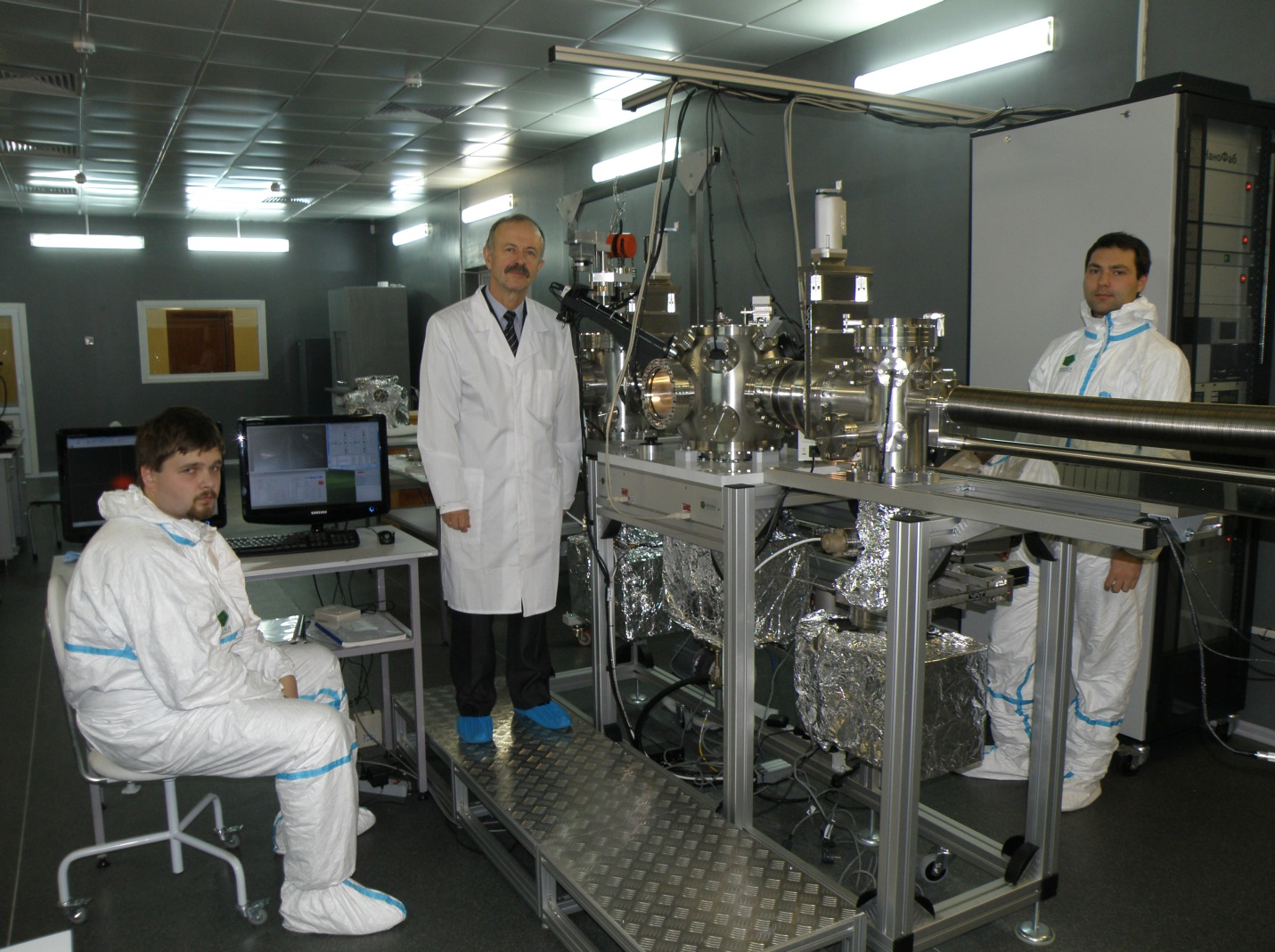
Аспірант М.С. Фадєєв, доцент А.В. Іващук та інженер П.Д. Карпенко біля нанотехнологічного комплексу НаноФаб 100

Займався розробками і впровадженням у виробництво НВЧ напівпровідникових приладів і МІС на напівпровідниках А3В5. За його участю виконано понад 20 дослідно-конструкторських і науково-дослідних робіт, є співавтором розробок цілого ряду арсенід-галієвих НВЧ транзисторів. У 1988 році йому присуджено Державну премію України в галузі науки та техніки за розробку НВЧ напівпровідникових приладів для космічних програм і апаратури спеціального призначення.
В КПІ займався розробкою сонячних батарей та пристроїв орієнтації для космічних апаратів (PolyITAN-1 (2014 р.) та PolyITAN-2-SAU (2017 р.)). Брав участь у міжнародному проєкті від CRDF Global (США). Є автором понад 120 наукових праць, 16 винаходів, 6 патентів.

## Праці
- Блок керування для програмного заморожувача біологічних клітин / А. Я. Жарков, А. В. Іващук, В. С. Кожевніков, В. М. Михайленко // Электроника и связь. - 2008. - № 3-4, Ч. 2. - С. 126-130.
- Автоматизований вимірювально-обчислювальний комплекс для дослідження зон кріодеструкції апарату "КРІО-ПУЛЬС" / М. М. Баран, А. В. Іващук. О. П. Шуляк // Электроника и связь. - 2010. - № 5(58). - С. 159-163.
- Радіаційна стійкість омічних контактів до n-GaAs / А. В. Іващук // Электроника и связь. - 2010. - № 3(56). - С. 46-48.
- Особливості активних автономних ретрансляторів для синхронних мереж телемовлення стандарту DVB - T / А. В. Іващук, Т. М. Наритник, О. І. Сахневич, Ю. І. Якименко // Электроника и связь. --. - 2011. - № 4(63). - С. 168-171.
- В.М. Коваль, О.В. Богдан, А.В. Іващук, Ю.І. Якименко Тонкоплівкові сонячні елементи на основі нанокристалічного кремнію // Наукові вісті КПІ.  – 2012. – №5. – С.19 – 26.
- V. M. Koval, Y. V. Yasiievych, M. G. Dusheiko, A. V. Ivashchuk, O. V. Bogdan, Y. I. Yakymenko.  Optical Properties of Silicon Nanocomposites Containing Rare Earth Metals // Nanopages. – 2013. – Vol.8, №2. – p. 9-16.
- Радіаційна стійкість кремнієвого фотоперетворювача / А. В. Гетьман, М. Г. Душейко, А. В. Іващук, М. С. Фадєєв, Ю. І. Якименко // Electronics and Communications : научно-технический журнал. - 2015. - Т. 20, № 2(85). - С. 23-26.
- Koval V.M., Yasievich Y.V., Ivashchuk A.V., Yakymenko Y.I., Fadieiev M.S., Bushueva O.O. Heterojunction solar cells with nanostructured silicon thin films containing yttrium impurities // 2014 IEEE 34-th International Scientific Conference Electronics and Nanotechnology (ELNANO). Conference Proceedings, 15-18 April, 2014. – Kyiv, Ukraine. – p. 90 – 92.
- Koval V., Ivashchuk A., Yakymenko Yu., Dusheyko M., Yasievich Yu., Getman A., Mahinko A. Nanostructured Multilayer Contact System Ti/Mo/Ag for Silicon Solar Cells // 2015 IEEE 35-th International Scientific Conference on Electronics and Nanotechnology (ELNANO). Conference Proceedings, 21-24 April, 2015. – Kyiv, Ukraine. – p. 132 – 134.
- Koval V.M., Ivashchuk A.V.,Yakymenko Yu.I., Dusheyko M.G.,YasievichYu.V., Khrypunov G.S., Sokol E.I. Application of nanostructured silver film in multilayer contact system of Tі/Mo/Ag silicon photoconverters // Radioelectronics and Communications System.  – 2016. – Vol. 59, №2. – P.53 – 59.
- V.Koval, A. Ivashchuk, Yu. Yakymenko, M. Dusheyko, M. Fadieiev, V. Matkivskyi. Ultra-thin Silicon Substrates for Nanostructured Solar Cells // 2017 IEEE 37th International Conference on Electronics and Nanotechnology (ELNANO). Conference Proceedings, 18-20 April, 2017. – Kyiv, Ukraine. – p. 217 – 220.
- V.Koval, Yu. Yakymenko, A. Ivashchuk, M. Dusheyko, M. Fadieiev, T. Borodinova, D. Didichenko. Application of Au Nanoparticles for Silicon Heterojunction Solar Cells // 2018 IEEE 38th International Conference on Electronics and Nanotechnology (ELNANO). Conference Proceedings, 24-26 April, 2018. – Kyiv, Ukraine. – p. 186 – 190.
- V.Koval, Yu. Yakymenko, A. Ivashchuk, M. Dusheyko, O. Masalskyi, M. Koliada, D. Kulish. Metal-Assisted Chemical Etching of Silicon for Photovoltaic Application // 2019 IEEE 39th International Conference on Electronics and Nanotechnology (ELNANO). Conference Proceedings, 16-18 April, 2019. – Kyiv, Ukraine. – p. 282 – 287
- V. Koval, M. Dusheyko, A. Ivashchuk, S. Mamykin, A. Ievtushenko, V. Barbash, M. Koliada, V. Lapshuda, R. Filov. Reactive Ion Beam Sputtered Molybdenum Oxide Thin Films for Optoelectronic Application // 2020 IEEE 40th International Conference on Electronics and Nanotechnology (ELNANO). Conference Proceedings, 22-24 April, 2020. – Kyiv, Ukraine. – p. 246 – 250.